# Facing Future
Albums de Israel Kamakawiwo'ole
Ka 'Ano'i
(1990) E Ala E
(1995)
Facing Future est un album musical du chanteur hawaïen Israel Kamakawiwo'ole (IZ) sorti en 1993.
Plus grande vente de l'artiste, Facing Future combine la musique hawaïenne, des chansons traditionnelles hapa haole, deux reggae jawaïens et une interprétation en anglais de Over the Rainbow/What a Wonderful World.

## Pistes
1. Hawai‘i ’78 Introduction (5:05)
2. Ka Huila Wai (3:18)
3. ‘Ama‘ama (2:11)
4. Panini Pua Kea (3:06)
5. Take Me Home Country Roads (4:56)
6. Kūhiō Bay (3:29)
7. Ka Pua U‘i (2:53)
8. White Sandy Beach of Hawai‘i (2:37)
9. Henehene Kou ‘Aka (4:22)
10. Lā ‘Elima (3:37)
11. Pili Me Ka‘u Manu (2:33)
12. Maui Hawaiian Sup’pa Man (3:53)
13. Kaulana Kawaihae (4:03)
14. Somewhere Over the Rainbow / What a Wonderful World (5:07)
15. Hawai‘i ’78 (5:15)

## Artisans
- Israel Kamakawiwoʻole – ʻUkulele, voix
- Del Beazley – Guitare
- Mel Amina – Guitare
- Gaylord Holomalia – Claviers/programme
- Analu ʻAina – Basse électrique (non crédité)
- Roland Cazimero – Basse acoustique, guitare
- Mike Muldoon – percussions
- Produit par Israel Kamakawiwo'ole & Jon de Mello
- Mix et ingénierie par Milan Bertosa
- Masterisé par Jon Golden

## Palmarès
| Palmarès (2010)         | Position |
| ----------------------- | -------- |
| European Top 100 Albums | 30       |
| German Albums Chart     | 8        |
| German Newcomer Chart   | 1        |

### Certifications
| Pays      | Certification |
| --------- | ------------- |
| Allemagne | Platine       |
| Suisse    | Or            |

## Over the Rainbow/What a Wonderful World
La chanson, interprétée au ukulele par IZ, est reprise au cinéma des films tels À la rencontre de Forrester, Rencontre avec Joe Black, Amour et Amnésie, Frère Noël, Hubble et Le Fils du Mask. À la télévision, elle est reprise dans des émissions telles Urgences, Cold Case : Affaires classées, Scrubs, Kate Plus 8 (en), Life On Mars et Glee. Elle est également utilisée commercialement (eToys).